# Sistema de Tren Eléctrico Urbano
Das Sistema de Tren Eléctrico Urbano  (spanisch für Städtisches elektrisches Zugsystem), kurz SITEUR, ist das schienengebundene und elektrisch angetriebene Transportsystem des öffentlichen Personennahverkehrs in der mexikanischen Millionenstadt Guadalajara. Es besteht aktuell (Mai 2025) aus zwei Stadtbahn- und einer U-Bahn-Linie mit 48 Haltestellen auf 46,7 Kilometern Streckenlänge. Die erste Linie wurde im September 1989 in Betrieb genommen, eine dritte Stadtbahnlinie soll im Herbst 2025 eröffnet werden.

## Geschichte

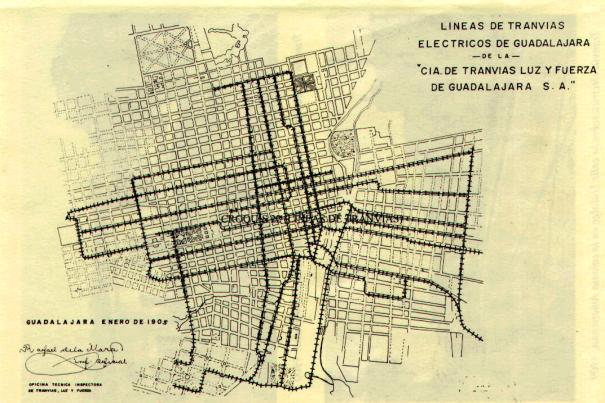
Streckennetz der Straßenbahn im Jahr 1905

Die Geschichte der Stadtbahn begann in Guadalajara am 21. Juli 1866, als von Maultieren gezogene Wagen die erste Strecke zwischen dem Stadtzentrum und der Wallfahrtskirche Santuario de Nuestra Señora de Guadalupe am Paseo Alcalde bedienten. Es folgten weitere Linien der Tranvías de Mexicaltzingo und der Tranvía de San Pedro, die auch Vororte wie Oblatos, Los Colomos, Atemajac und Zapopan erschlossen. Ab 1905 wurden die Strecken auf elektrischen Betrieb umgestellt. Die Straßenbahnen blieben bis 1944 in Betrieb und wurden dann durch Dieselbusse ersetzt, die Teil des neu gegründeten Unternehmens Alianza de Camioneros de Jalisco waren.
Mit der Absicht, in Guadalajara ein öffentliches Nahverkehrsschienennetz zu errichten, begann man 1974 mit dem Bau der Gleisanlagen für eine Linie 1, die 1976 jedoch eingestellt wurden. Das Projekt scheiterte aufgrund der Umverteilung von Bundesmitteln. Daraufhin wurde entschieden, elektrische Oberleitungsbuslinien als Alternative einzuführen. Dazu wurde im Jahr 1982 mit dem Bau einer Unterführung an der Kreuzung der Avenida Colón und der Avenida Lázaro Cárdenas begonnen und 1984 eine Trasse für die Verlängerung des Guadalajara-Obus in Richtung Avenida Miguel López de Legazpi abgeschlossen. Nachdem keine Bundesmittel zur Finanzierung der Arbeiten bereitgestellt wurden, beschaffte sich die Regierung des Bundesstaates Jalisco Mittel durch öffentliche Schulden. So begannen am 7. März 1988 die Vorarbeiten für die Linie 1, die von Ringstraße zu Ringstraße verlängert werden sollte. Gleichzeitig sollten die Obusse aus dem Tunnel heraus verlegt werden, um den Gleisbau durchzuführen. Die Eröffnung war für Oktober desselben Jahres geplant.
Für die Herstellung der Triebwagen TLG-88 (Tren Ligero Guadalajara 1988) war das mexikanische Unternehmen Concarril verantwortlich. Die ersten Einheiten trafen im August 1988 ein und die Tests auf den bis dahin fertiggestellten Streckenabschnitte begannen kurz darauf. Im Januar 1989 war der Abschnitt zwischen den Stationen Santa Filomena und Periférico Sur fertiggestellt, so dass eine vorläufige Eröffnung stattfand. Aufgrund technischer Schwierigkeiten ermöglichte es aber nur für einige Tage einen kostenlosen Betrieb. Am 4. Februar 1989 wurden die sechs unterirdischen Stationen des Obus-Systems geschlossen, um sie für die Bahn anzupassen. Außerdem wurden zwei oberirdische Stationen (División del Norte und Colón) abgerissen und als unterirdische Stationen wiedererrichtet, wobei die Station Colón in Washington umbenannt wurde. Schließlich wurde am 1. September 1989 die Linie 1 mit einer Länge von 15,6 Kilometern und 19 Stationen, davon 12 oberirdischen und 7 unterirdischen, durch den Bundespräsidenten Carlos Salinas de Gortari im Beisein des Gouverneurs von Jalisco eingeweiht.
Anfang der 1990er Jahre wurde der Bau einer zweiten Linie angekündigt, die Arbeiten hierzu begannen am 6. Januar 1992. Dazu gehörte der Bau von 9,6 Kilometern Tunneln einschließlich der Kehr- und Abstellanlagen an den Endstationen Juárez und Tetlán, des Verbindungstunnels zur Linie 1 sowie des Anschlusstunnels zum Betriebshof und Depot in Tetlán. Das deutsche Unternehmen Siemens Verkehrstechnik lieferte die Signal-, Elektrifizierungs- und Telekommunikationssystemen für die Strecke. Nach zweijähriger Bauzeit wurde am 1. Juli 1994 die Linie 2 mit 10 ausschließlich unterirdischen Stationen eröffnet. Sie erhielt die Linienfarbe Grün, während die alte Linie 1 nunmehr unter der Farbe Rot geführt wurde.
Anfang August 2012 begannen die Planungen und Entwürfe für die Linie 3. Es wurden Vorstudien für die Investitionen durchgeführt und die Arbeiten begannen offiziell am 7. August 2014. Im Gegensatz zu den bisherigen Linien, die als Stadtbahn errichtet wurden, wurde die dritte Strecke als U-Bahn gebaut. Die sechsjährige Bauzeit endete am 12. September 2020 mit der Einweihung von 21,5 Kilometern Strecke mit 18 Stationen, die Linienfarbe ist Rosa. Dabei ist die Linie 3 baulich in drei Abschnitte unterteilt: zwei davon sind Hochviadukte im Norden und Süden der Strecke in den Gemeinden Zapopan und Tlaquepaque, die verbunden sind durch einen 5,3 Kilometer langen Tunnel unter dem historischen Zentrum von Guadalajara.
Im Mai 2022 begann der Bau der neuen Linie 4 (Linienfarbe Orange) mit einer Brücke über die Bahngleise an der Kreuzung mit der Avendia Adolf B. Horn Jr. Diese Strecke wird 21,2 Kilometer lang und von Las Juntas am südlichen Stadtrand, wo sie über ein multimodales Umsteigezentrum (CETRAM) mit dem Mi Macro Calzada verbunden sein wird, über insgesamt acht Stationen Richtung Süden nach Tlajomulco Centro führen. Dabei verläuft die Trasse ebenerdig und durchgehend zweigleisig parallel zur Eisenbahnstrecke Guadalajara–Manzanillo, die Fahrzeit für die Gesamtstrecke wird 35 Minuten betragen. Betriebswerk und Zugdepot für diese Linie werden am südlichen Streckenende in der Stadt Tlajomulco angesiedelt sein. Darüber hinaus sollen in Hacienda Santa Fe Servicegleise eingerichtet werden, auf denen defekte Züge abgestellt und gewartet werden können, ohne dass sie in die Werkstatt zurückgebracht werden müssen. Die Linie wird ohne Verbindung zum bestehenden Netz errichtet, auch wenn die dort eingesetzten 12 Gelenktriebwagen der Baureihe TEG-23 mit den anderen drei Fahrzeugtypen voll kompatibel sind. Die Strecke hat vergleichsweise große Haltestellenabstände von im Mittel 3,0 Kilometern, selbst die vergleichbar lange U-Bahn-Linie 3 kommt nur auf 1,26 Kilometern mittleren Abstand zwischen zwei Stationen. Alle Bahnsteige der Linie 4 werden mit 120 Metern Länge errichtet, sodass in Vierfachtraktion gefahren werden kann. Anfang Mai 2025 sind 89 Prozent aller Arbeiten abgeschlossen, die Einweihung ist weiterhin für September oder Oktober des Jahres geplant. Zukünftig soll noch eine neunte Haltestelle Acueducto im Norden hinzukommen, Bauvorleistungen hierfür erfolgen bereits beim Bau der Strecke.

## Strecken

### Chronik
| Eröffnungsdatum              | Linie | Streckenabschnitt                       | Streckenlänge | Stationen |
| ---------------------------- | ----- | --------------------------------------- | ------------- | --------- |
| 1. September 1989            |       | Periférico Norte – Periférico Sur       | 15,6 km       | 19        |
| 1. Juli 1994                 |       | Juárez – Tetlán                         | 08,7 km       | 10        |
| 1. Juni 2015                 |       | Periférico Norte – Auditorio            | 00,9 km       | 01        |
| 20. September 2020           |       | Arcos de Zapopan – Central de Autobuses | 21,5 km       | 18        |
| voraussichtlich Oktober 2025 |       | Las Juntas – Tlajomulco Centro          | 21,2 km       | 08        |

### Planungen
Aktuell sind zwei Streckenverlängerungen in Planung: die Linie 1 soll im Süden um acht Stationen bis Santa Anita verlängert werden. Dabei soll die bisher ebenerdige Endstation Periférico Sur in einen neuen Tunnel von 1,8 Kilometern Länge mit einer weiteren Haltestelle Santa María Tequepexpan verlegt werden, weshalb das Projekt offiziell neun Stationen umfasst. Baustart sollte ursprünglich im Jahr 2024 sein, um die Strecke 2026 eröffnen zu können. Die Planungsleistungen wurden im Frühjahr 2024 ausgeschrieben. Die Gesamtkosten des Projektes belaufen sich auf 9,2 Milliarden Pesos, umgerechnet rund 460 Millionen Euro. Davon entfallen 3,5 Milliarden Pesos (180 Mio. EUR) auf den Tunnelabschnitt, 4,85 Milliarden Pesos (240 Mio. EUR) auf die weitere Strecke sowie eine Milliarde Pesos (50 Mio. EUR) auf acht zusätzliche Fahrzeuge.
Im Norden ist eine Verlängerung der Linie 3 von Arcos de Zapopan um fünf Stationen bis Tesistán in Vorbereitung. Am 22. April 2024 gab das Ministerium für Infrastruktur und öffentliche Arbeiten (Secretaría de Infraestructura y Obra Pública, kurz SIOP) des Bundesstaates Jalisco drei Ausschreibungen für den Ausbau der L3 bekannt, mit dem Ziel, diesen Bau dann von der neuen Regierung durchführen zu lassen.
| Bauzeit   | Linie | Streckenabschnitt            | Streckenlänge | Stationen            |
| --------- | ----- | ---------------------------- | ------------- | -------------------- |
| 2024–2026 |       | Periférico Sur – Santa Anita | 8,8 km        | 8 (plus 1 Verlegung) |
| unbekannt |       | Arcos de Zapopan – Tesistán  | 9,2 km        | 5                    |

## Fahrzeuge

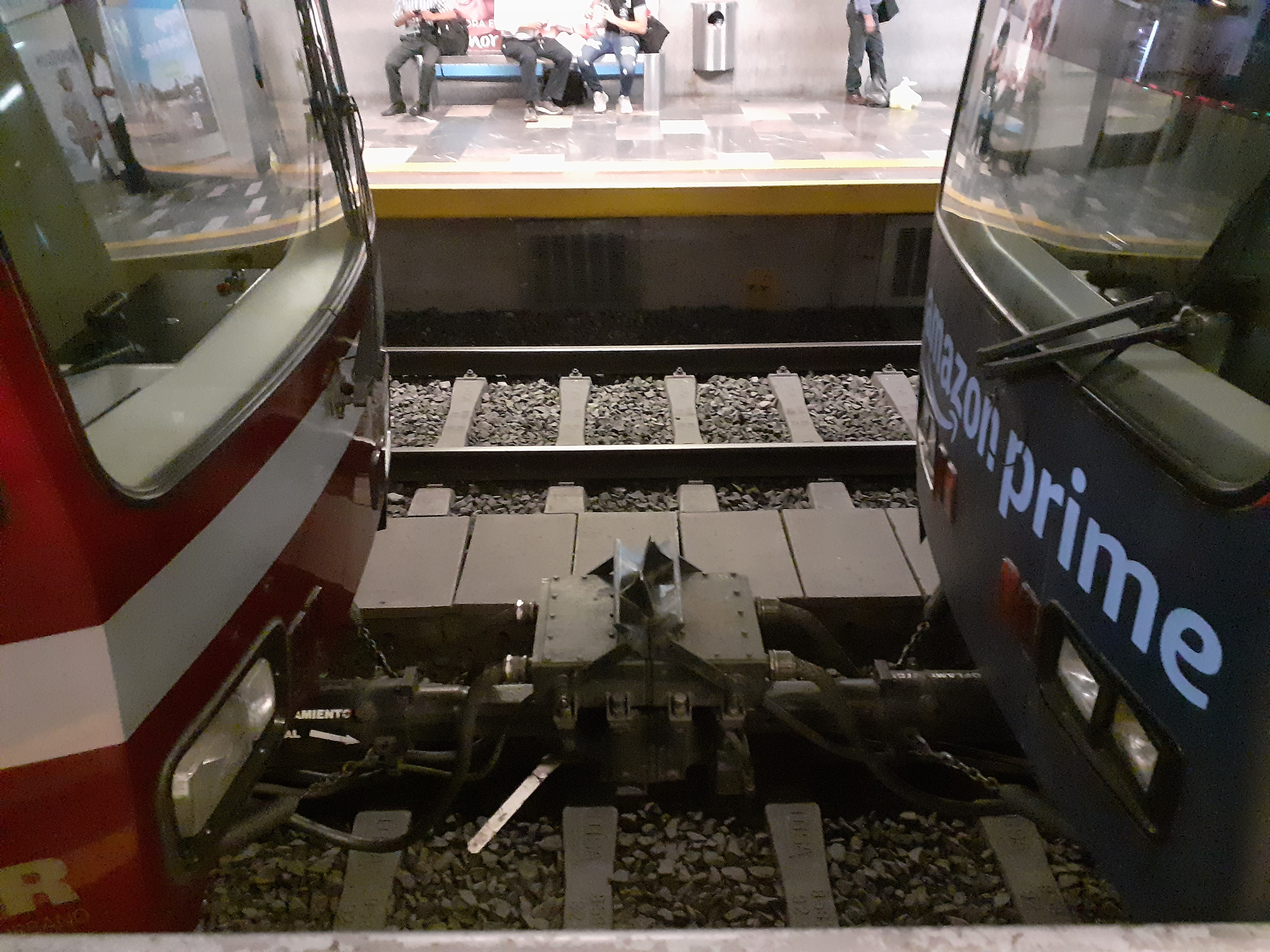
Ein TLG-88 (links) und ein TEG-90 in Doppeltraktion (2023)

Das Sistema de Tren Eléctrico Urbano setzt bei den Linien 1 und 2 elektrische Triebwagen aus drei Fahrzeuggenerationen ein, die untereinander kompatibel sind und in Mehrfachtraktion unterwegs sein können. Auch die neue Fahrzeugreihe TEG-23, die für die Linie 4 gebaut wurde, ist mit den drei älteren Baureihen kuppelbar. Bei allen Baureihen handelt es sich um zweiteilige Zweirichtungsfahrzeuge, die über Pantograph mit 750 Volt Gleichstrom versorgt werden.
Die Fahrzeuge der Linie 3 sind aus der Plattform Alstom Metropolis abgeleitete dreiteilige U-Bahn-Züge, die im März 2008 erstmals als Baureihe 9000 bei der Metro Barcelona zum Einsatz kamen. Die Züge werden bei der SITEUR ebenfalls über Pantograph mit 1500 Volt Gleichstrom versorgt, wobei aber keine Kettenfahrleitungen verwendet werden, sondern Deckenstromschienen. Als Zugsicherungssystem ist das Urbalis 400 CBTC von Alstom im Einsatz.
| Tabelle der Baureihen |                               |                                  |           |               |           |        |          |         |        |        |                 |         |
| Bild                  | Typ                           | Hersteller                       | Baujahre  | Einsatzbeginn | Nr.       | Anzahl | Aufbau   | Länge   | Breite | Plätze | v-max (Antrieb) | Einsatz |
|                       | TLG-88                        | Concarril / Siemens              | 1988      | 1989          | 001–016   | 16     | 2-teilig | 28,00 m | 2,65 m |        | 100 km/h        |         |
|                       | TEG-90                        | Bombardier / Siemens             | 1990      | 1994          |           | 32     | 2-teilig | 28,00 m | 2,65 m |        | 100 km/h        |         |
|                       | TEG-15                        | Bombardier Transportation México | 2015      | 2017          | 1050–1061 | 12     | 2-teilig | 28,00 m | 2,65 m |        | 80 km/h         |         |
|                       | Baureihe 9000 Metro Barcelona | Alstom                           | 2016      | 2020          | 3100–3117 | 18     | 3-teilig | 90,00 m | 2,50 m | 975    | 90 km/h         |         |
|                       | TEG-23                        | CRRC Zhuzhou Locomotive          | 2023–2024 | 2025          | 4001–4012 | 12     | 2-teilig | 29,56 m | 2,65 m | 300    | 85 km/h         |         |
| Stand: 17. Mai 2025   |                               |                                  |           |               |           |        |          |         |        |        |                 |         |

## Betrieb
Alle drei Linien verkehren täglich zwischen 5:00 und 23:00 Uhr. Auf der Linie 1 wird in der Hauptverkehrszeit (HVZ) alle 5:30 Minuten gefahren, ansonsten sowie an Sonn- und Feiertagen alle 9 Minuten. Die Gesamtfahrzeit für eine Strecke beträgt 32 Minuten. Die Linie 2 wird von Montag bis Samstag in der HVZ alle 4 Minuten bedient, in den übrigen Zeiten alle 9 Minuten. Sonn- und feiertags wird im 9-Minuten-Takt in der HVZ gefahren, ansonsten im 12-Minuten-Takt. Für die einfache Gesamtstrecke werden 18 Minuten benötigt. Noch stärker differenziert sind die Taktzeiten auf der U-Bahn-Linie 3, die für eine Strecke insgesamt 33 Minuten braucht: montags mit samstags bis 6 Uhr alle 12:30 Minuten, zwischen 6 und 20:30 Uhr alle 6:15 Minuten, danach wieder alle 12:30 Minuten. An Sonn- und Feiertagen wird bis 6 und ab 20:30 Uhr ebenfalls im 12:30-Minuten-Takt gefahren, dazwischen allerdings im 7:30-Minuten-Takt.
Der Fahrpreis für eine Einzelfahrt mit maximal ein Mal Umsteigen in eine andere Stadtbahn- oder U-Bahn-Linie beträgt 9,50 Pesos, umgerechnet 0,45 Euro. Mit der wiederaufladbaren Mi Pasaje-Karte kostet es die Hälfte. Für einen Umstieg in eine Buslinie von Si Tren (Obus) oder Mi Macro (BRT) wird zusätzlich ein halber Normalfahrpreis fällig, für Fahrgäste mit Mi Pasaje-Karte gibt es keinen zusätzlichen Rabatt.

## Bildergalerie

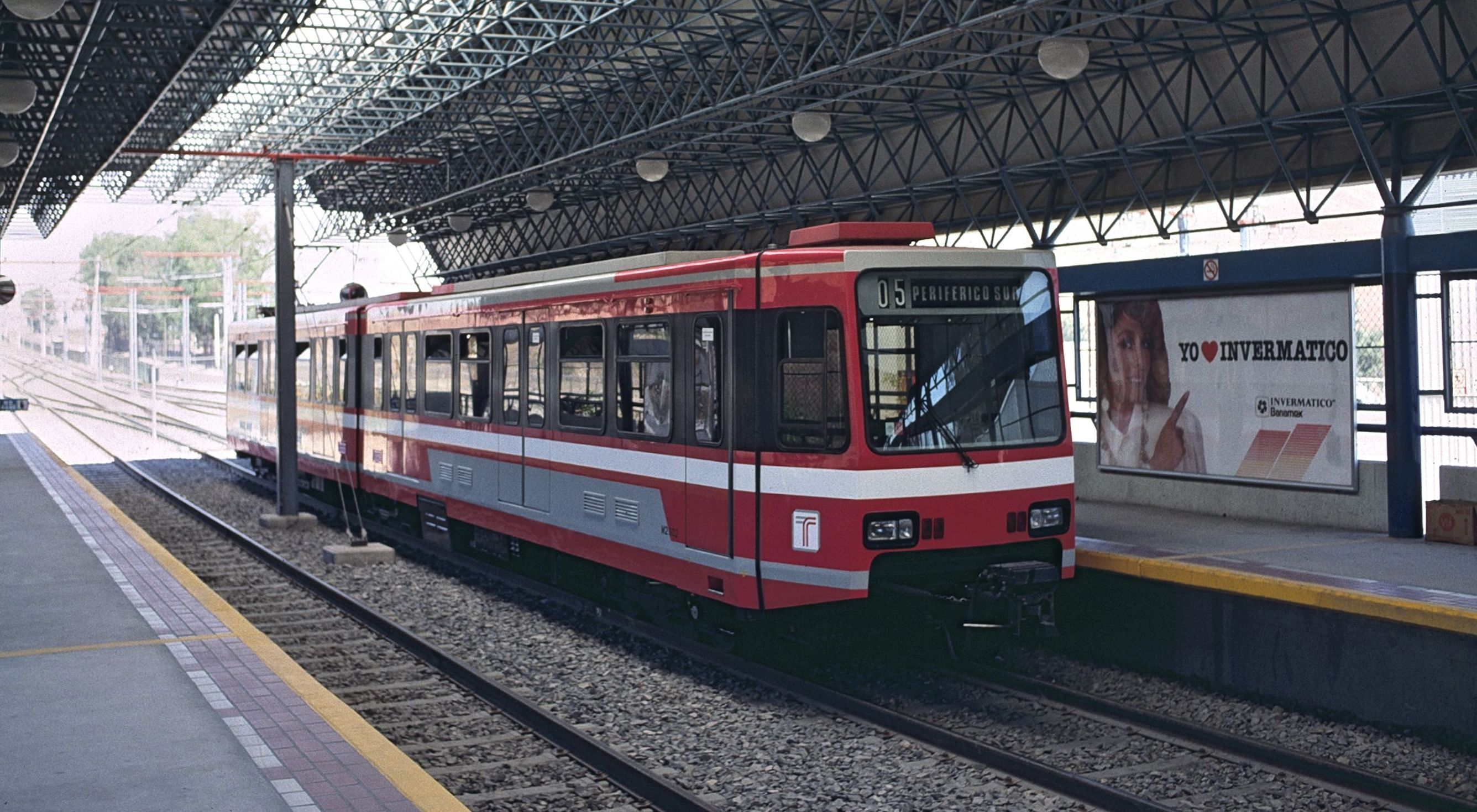
Ein TLG-88 in ursprünglicher Farbgebung und mit alter Anzeigetechnik in der Endstation Periférico Sur (1990)
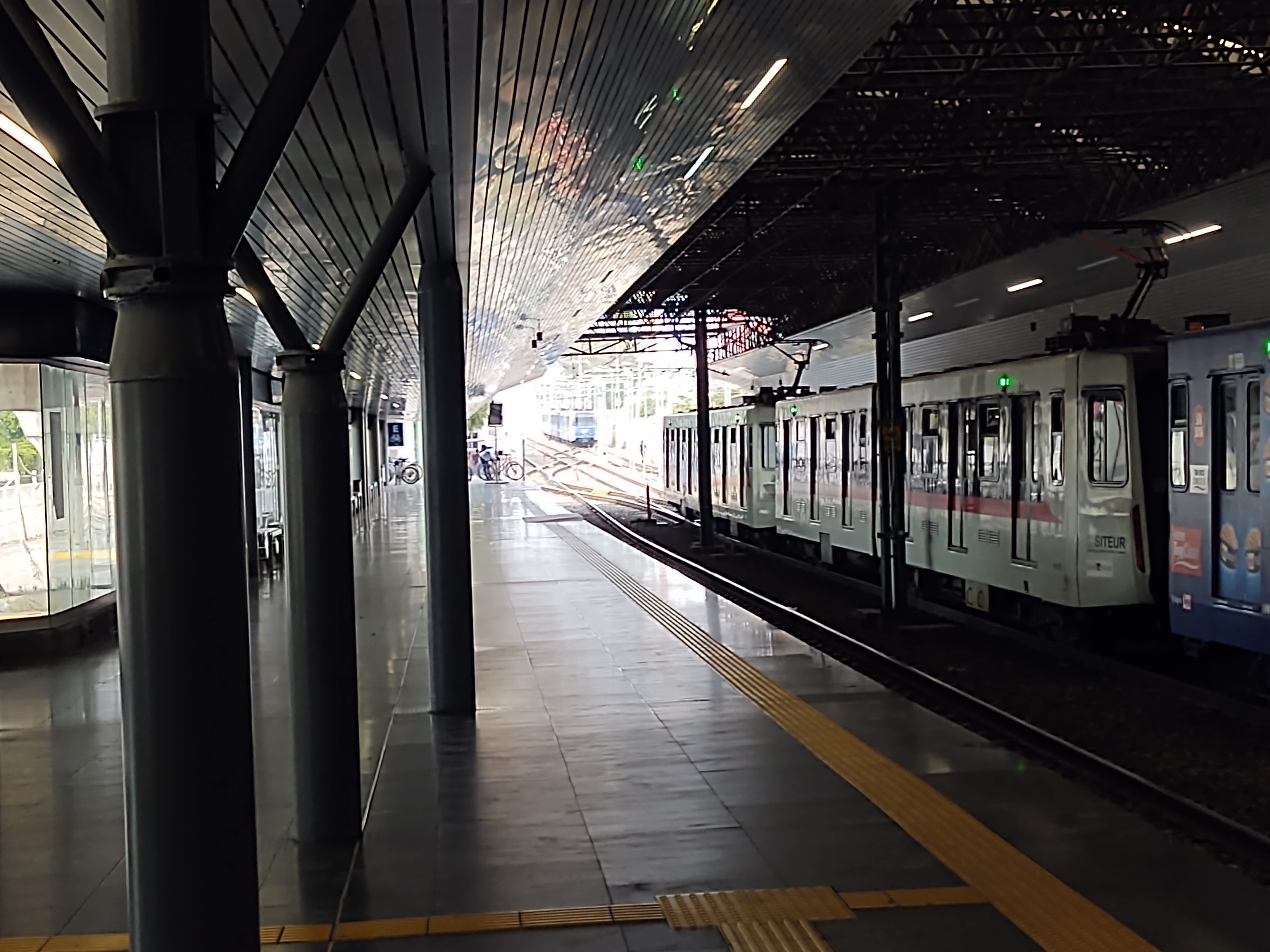
Eine Dreifachtraktion steht in Periférico Sur der Linie 1 (2023)
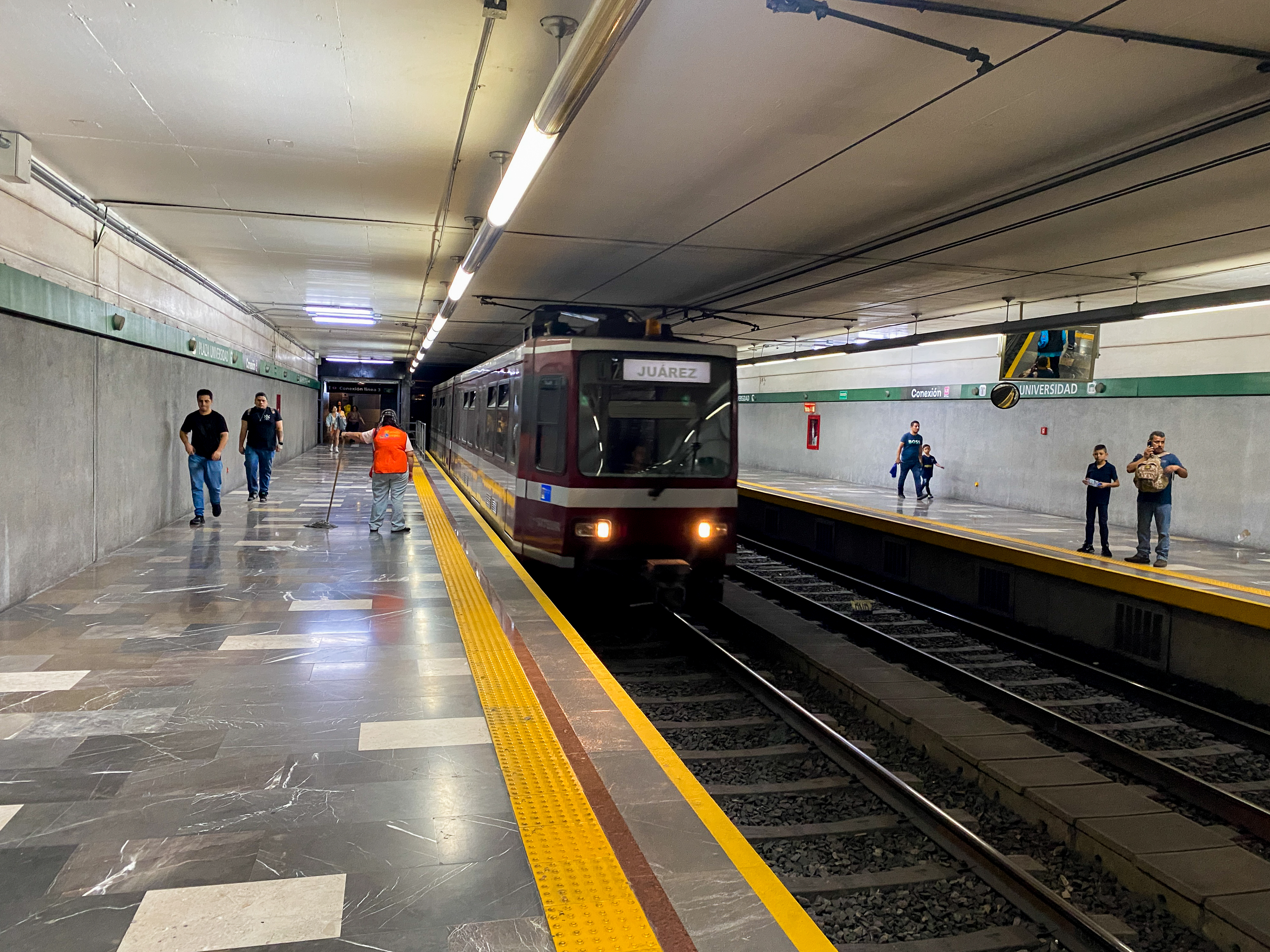
Ein Zug fährt in die Station Universidad der Linie 2 ein (2024)
- Ein Zug der Linie 3 erreicht die Station Guadalajara Centro (2022, Video)